# 캠페인 (영화)
《캠페인》(영어: The Campaign)은 2012년 개봉한 미국의 정치 풍자 코미디 영화이다. 제이 로치가 연출하고, 애덤 매케이 등이 제작에 참여했다. 윌 페럴과 잭 갤리퍼내키스가 노스캐롤라이나주에서 의회 자리를 놓고 경쟁하는 두 후보를 연기하였다.

## 줄거리
노스캐롤라이나주 제14선거구에서 다섯 번째 임기에 도전하는 민주당 의원 캠 브레이디는 선거일을 8주 남기고 지지자와 불륜을 저지른 사실이 밝혀지면서 수세에 몰린다.
이 기회를 틈타 부패한 사업가인 모치 형제가 여행 가이드 마티 허긴스에게 캠에 맞설 공화당 후보가 될 것을 제안한다. 중국 회사와 손을 잡은 모치 형제는 마티를 이용해 제14선거구를 공장 지대로 만들고 중국인 노동자들을 들여올 생각이다.

## 출연진
- 윌 페럴 - 하원 의원 캠든 "캠" 브레이디 역
- 잭 갤리퍼내키스 - 마틴 실베스터 "마티" 허긴스 역
- 제이슨 수데이키스 - 미치 윌슨 역: 캠의 선거 사무장.
- 딜런 맥더멋 - 팀 와틀리 역: 마티의 선거 사무장.
- 캐서린 러나사 - 로즈 브레이디 역
- 세라 베이커 - 미치 허긴스 역
- 존 리스고 - 글렌 모치 역
- 댄 애크로이드 - 웨이드 모치 역
- 브라이언 콕스 - 레이먼드 허긴스 역
- 매디슨 울프 - 제시카 브레이디 역
- 그랜트 굿맨 - 클레이 허긴스 역
- 카이아 헤이우드 - 딜런 허긴스 역
- 빌리 슬로터 - 더멋 역
- 태린 터렐 - 저넷 역
- 캐런 마루야마 - 야오 부인 역
- 조시 로슨 - 트립 허긴스 역
- P. J. 번 - 릭 역
- 토머스 미들디치 - 트래비스 역
- 스티브 톰 - 하원 의원 벤 랭글리 역
- 존 굿맨 - 하원 의원 스콧 탤리 역
- 타이 마 - 정 씨 역
- 잭 맥브레이어 - 멘든홀 씨 역
- 케이트 마이너 - 셰이나 역
- 울프 블리처, 피어스 모건, 빌 마, 크리스 매슈스, 데니스 밀러, 로런스 오도널, 조 스카버러, 더 미즈, 미카 브러진스키, 윌리 가이스트, 에드 슐츠 - 본인 역 (카메오 출연)

## 주제
이 영화에 등장하는 모치 형제는 코크 형제를 풍자한 것이다.